# Relight My Fire
Relight My Fire ist ein Disco-Song des Sängers Dan Hartman aus dem Jahr 1979. Die Coverversion von Take That mit der Sängerin Lulu erreichte 1993 Platz eins der britischen Charts. 

## Originalversion
1979 erschien das von Dan Hartman geschriebene Relight My Fire als Nachfolger seines Stücks Instant Replay und belegte sechs Wochen Platz eins der Dance-Charts in den Vereinigten Staaten. Die Instrumentalversion des Liedes wurde auf den Melodifestivalen 2004 und 2005 gespielt.
Laut.de fand, dass Hartmans Originalversion „… unvergleichlich derber rockt …“ als die Version von Take That.

## Die Version von Take That
Am 3. Oktober 1993 veröffentlichte Take That mit der Sängerin Lulu eine weitere Version des Liedes auf ihrem zweiten Studioalbum, Everything Changes, die zwei Wochen Platz eins der britischen Single-Charts belegte. In Deutschland belegte sie Platz 18. Das Stück war der zweite Nr.-1-Hit der Band und der erste Erfolg der Sängerin Lulu nach ihrer The-Isley-Brothers-Coverversion Shout aus dem Jahr 1964.

### Chartplatzierungen
| ChartsChartplatzierungen     | Höchstplatzierung | Wochen |
| ---------------------------- | ----------------- | ------ |
| Deutschland (GfK)            | 18 (21 Wo.)       | 21     |
| Österreich (Ö3)              | 27 (3 Wo.)        | 3      |
| Schweiz (IFPI)               | 18 (13 Wo.)       | 13     |
| Vereinigtes Königreich (OCC) | 1 (14 Wo.)        | 14     |

| ChartsJahrescharts (1993)    | Platzierung |
| ---------------------------- | ----------- |
| Vereinigtes Königreich (OCC) | 28          |

### Auszeichnungen für Musikverkäufe
| Land/Region                  | Auszeichnungen für Musikverkäufe (Land/Region, Auszeichnung, Verkäufe) | Verkäufe |
| ---------------------------- | ---------------------------------------------------------------------- | -------- |
| Vereinigtes Königreich (BPI) | Gold                                                                   | 400.000  |
| Insgesamt                    | 1× Gold ·                                                              | 400.000  |

## Andere Coverversionen
- 1984: Café Society
- 1999: DJ Antoine (Visit Me)
- 2003: Ricky Martin
- 2007: Die Lollies (Liveversion)